# Parafia Narodzenia Najświętszej Marii Panny w Harklowej
Parafia Narodzenia Najświętszej Marii Panny w Harklowej – parafia rzymskokatolicka znajdująca się w archidiecezji krakowskiej, w dekanacie Niedzica.
Parafia powstała w pierwszej połowie XIV wieku.
Obecny kościół parafialny zbudowano pod koniec XV wieku. Jest to świątynia zabytkowa, drewniana, późnogotycka, wielokrotnie odnawiana.

## Zasięg parafii
Do parafii należą wierni z miejscowości: Harklowa, Knurów i Szlembark.